# Murat V
Murat V (Istanboel, 21 september 1840 - aldaar, 29 augustus 1904) was de 33e Sultan van het Osmaanse Rijk. Hij volgde in 1876 na een staatsgreep zijn oom Abdülaziz op. Tevens is hij de Sultan die het kortst regeerde. In 1876 werd hij afgezet, waarna zijn broer Abdülhamit II de troon besteeg. 
Murat V, de oudste zoon van Abdülmecit I, had nauwe banden met de nationalistische groepering de Jong-Turken toen zijn oom Abdülaziz sultan was. Het lag meteen voor de hand dat de Jong-Turken hem op de troon zouden plaatsen na hun staatsgreep van 30 mei 1876. 
Murat V kon zijn taak psychisch echter niet aan en hij werd krankzinnig verklaard en enkele maanden na zijn aantreden al vervangen door zijn broer Abdülhamit II. Tijdens de zeer korte regeringsperiode zijn er verder weinig opvallende dingen gebeurd.